# Drosophila lachaisei
Drosophila lachaisei este o specie de muște din genul Drosophila, familia Drosophilidae, descrisă de Tsacas în anul 1984.
Este endemică în Ivory Coast. Conform Catalogue of Life specia Drosophila lachaisei nu are subspecii cunoscute.